# Joseph Souham

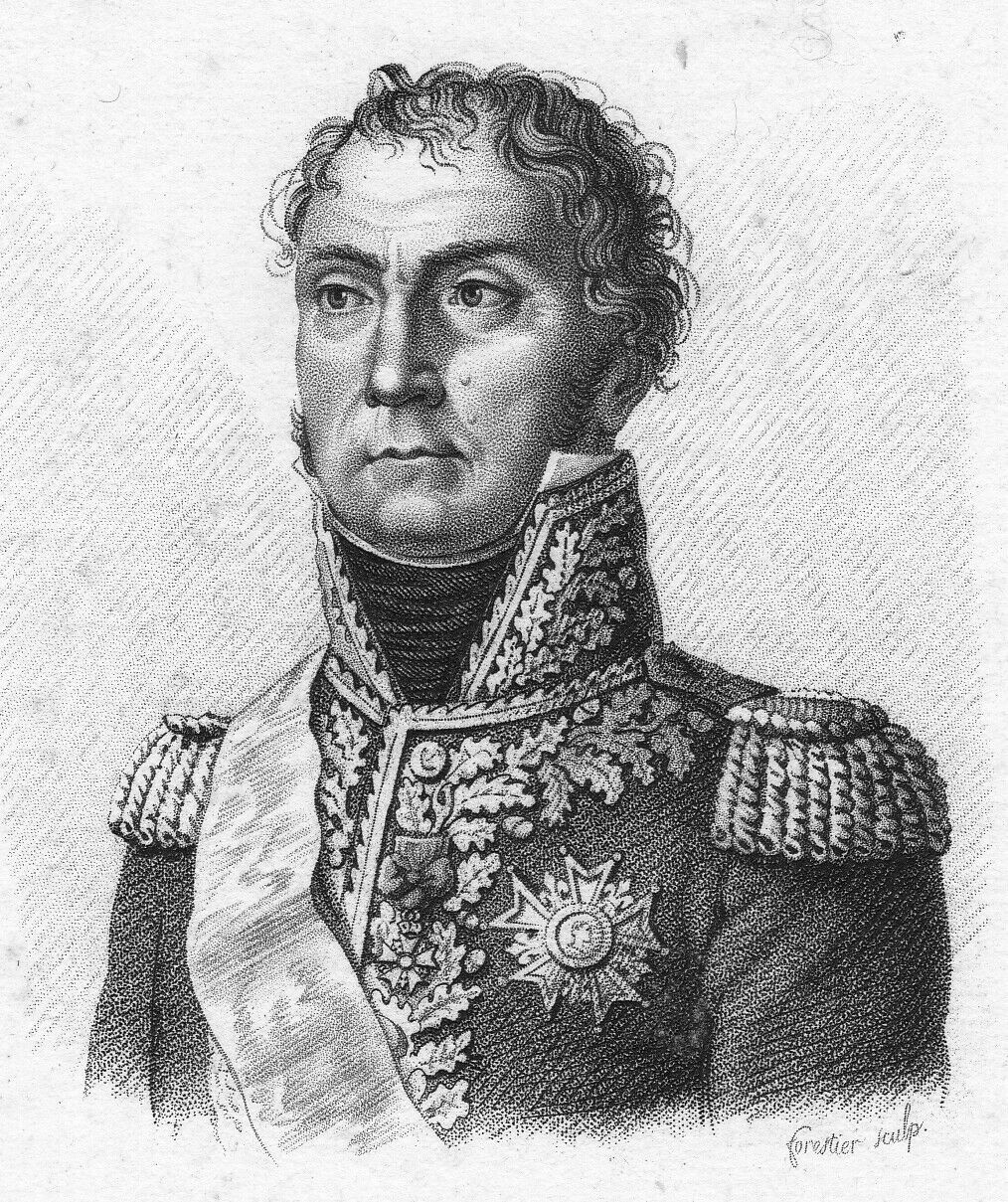
Joseph Souham

Joseph Souham (seit 1810 Comte) (* 30. April 1760 in Lubersac; † 28. April 1837 in Versailles) war ein französischer Offizier während der Koalitionskriege.

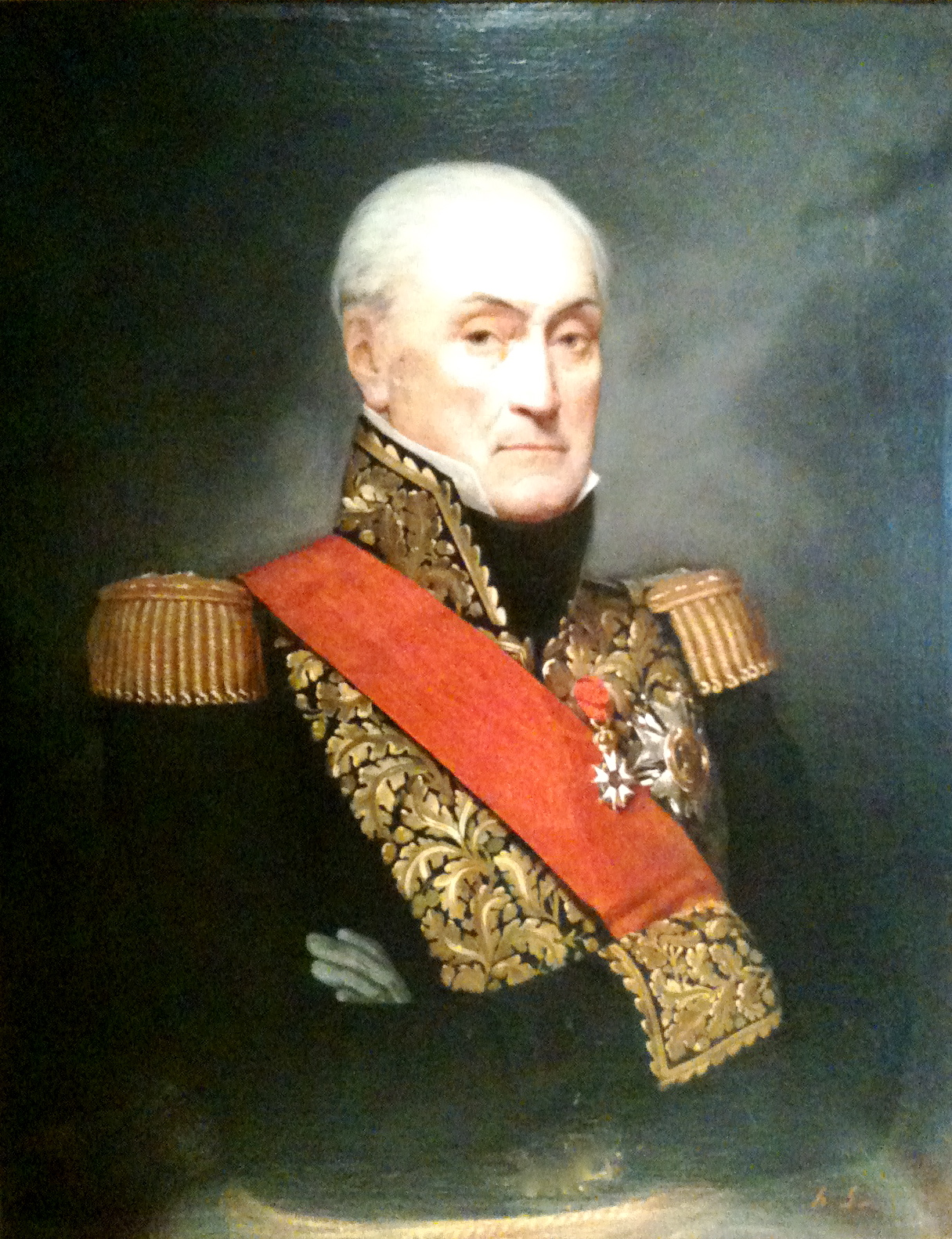
Joseph Souham

## Leben
Er stammte aus einer adeligen Familie und trat 1784 in jungen Jahren der französischen Kavallerie bei. Nach Beginn des ersten Koalitionskrieges wurde er 1792 Befehlshaber einer Freiwilligenbataillons und stieg in der Folge rasch auf. Er war 1794 Divisionsgeneral unter Pichegru und war auf französischer Seite maßgeblich an der Schlacht bei Tourcoing beteiligt. Sein weiterer Aufstieg wurde durch seine Spielleidenschaft aber auch mangelndes strategisches Talent gebremst. Im Jahr 1799 diente er unter Jourdan und 1800 unter Moreau in Deutschland. Er wurde 1804 in den Prozess gegen Moreau und Pichegru verwickelt und dabei zeitweise inhaftiert. Danach bekam er zunächst keine Kommando mehr, ehe er 1808 auf den spanischen Kriegsschauplatz entsandt wurde und sich verschiedentlich auszeichnete. Napoleon ernannte ihn 1810 zum Grafen. Im Jahr 1812 übernahm er das Kommando der Armee von Portugal und trug zur Aufhebung der Belagerung von Burgos bei. 
Während der Befreiungskriege befehligte er 1813 die erste Division des Korps Ney. Er zeichnete sich in der Schlacht bei Lützen aus und erhielt das Großkreuz der Ehrenlegion. Im Herbst 1813 hatte er auf Grund der Abwesenheit von Ney den Oberbefehl über dessen Korps inne. Mit diesem kam er zur Schlacht an der Katzbach zu spät und machte auch weitere Fehler, was zur Niederlage und hohen Verlusten der Armee unter Macdonald beitrug. In der Folge erlitt seine Division in Schlesien so hohe Verluste, dass sie aufgelöst wurde. In der Völkerschlacht von Leipzig kommandierte er erneut das Korps Ney, weil dieser den Befehl über den linken Flügel der Gesamtarmee übernommen hatte. In der Schlacht wurde er leicht verwundet. 
Im Jahr 1814 organisierte er eine Reservedivision. Auf diese hoffte Napoleon nach der Besetzung von Paris durch die Alliierten. Souham und sein direkter Vorgesetzter wechselten die Seiten. Dagegen rebellierten die Soldaten und Souham musste fliehen. Während der Herrschaft der hundert Tage hielt er sich verborgen. Nach der zweiten Restauration wurde er 1816 Generalinspekteur der Infanterie und 1818 Gouverneur der fünften Militärdivision. Im Jahr 1832 trat er in den Ruhestand.